# Parterre (giardinaggio)

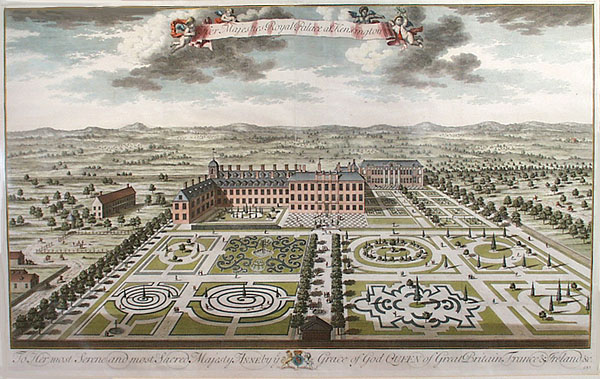
Kensington Palace, incisione di Jan Kip per Britannia Illustrata, 1707/8

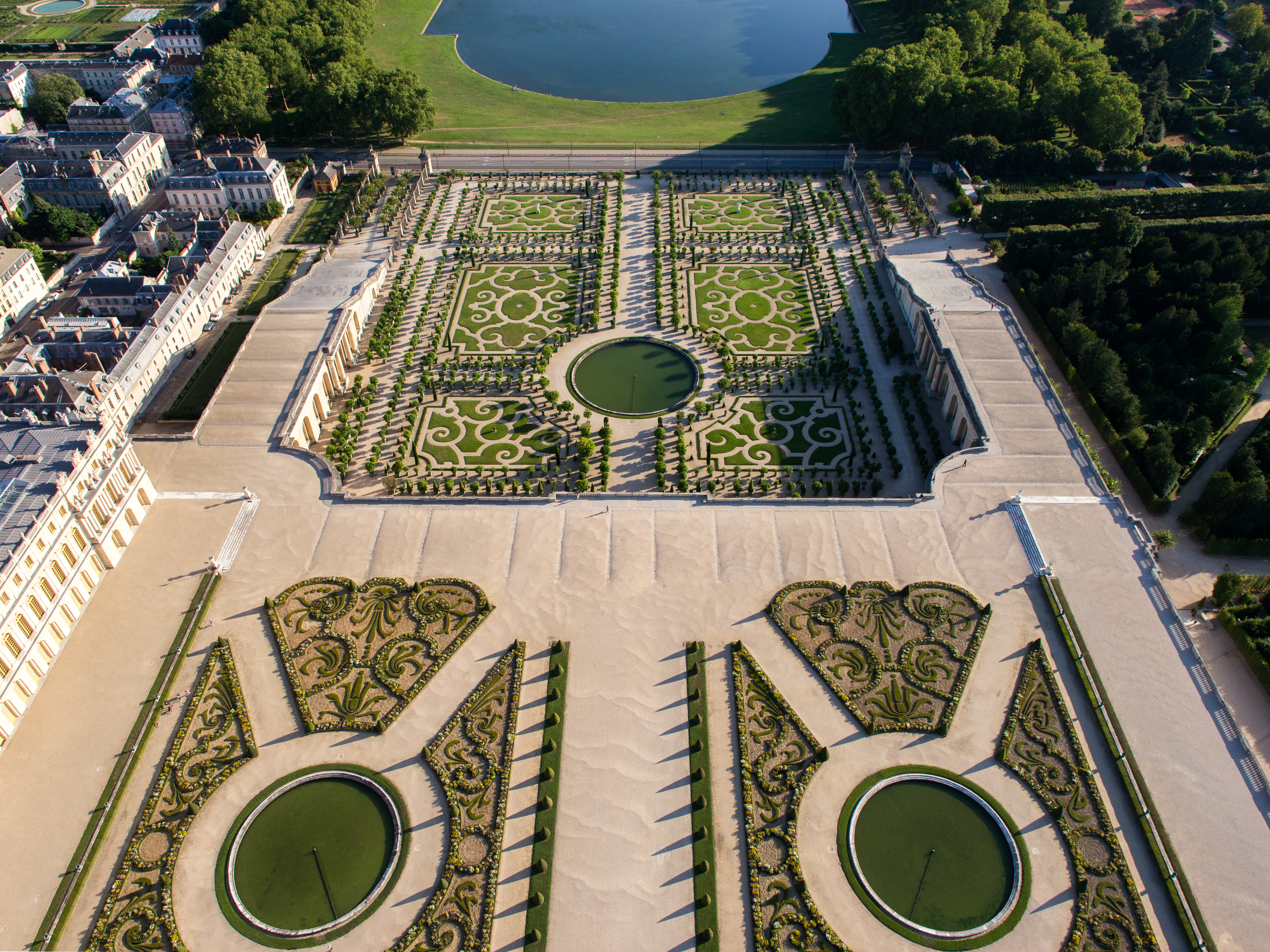
Il parterre du Midi completamente simmetrico della Reggia di Versailles, in Francia.

Un parterre è un giardino realizzato su una superficie piana, costituita da aiuole, tipicamente in modelli simmetrici, separate e collegate da sentieri di ghiaia. Le superfici in erba possono essere bordate in pietra o da piccole siepi e possono contenere fiori. Spesso i parterre sono decorati da complicati ricami vegetali costituiti da piccole siepi piantate a disegno, fiori disposti lungo le linee delle siepi e spazi vuoti riempiti sia da prati sia da sabbie colorate. 
Il termine deriva dal Francese par terre, ossia sulla terra, al suolo.
I parterre francesi ebbero origine nel XV secolo nei giardini del rinascimento francese, spesso a forma geometrica. Successivamente, nel corso del XVII secolo, sorsero i giardini alla francese molto più elaborati. Il parterre francese raggiunse il suo massimo sviluppo a Versailles; questo ispirò poi molti altri parterre simili in tutta Europa.

## Storia
Il parterre venne sviluppato in Francia da Claude Mollet, il fondatore di una dinastia di vivaisti-giardinieri che giunse fino al XVIII secolo. La sua ispirazione, nel XVI secolo, fatta da intrecci semplici formati di erbe, sia aperti e tamponati con sabbia o chiusi e pieni di fiori, derivò dal pittore Etienne du Pérac, tornato dall'Italia al Castello di Anet, dove lui e Mollet prestavano la loro opera. Intorno al 1595 Mollet introdusse dei parterre nei giardini reali a Saint-Germain-en-Laye e a Fontainebleau; il pieno sviluppo apparve però per la prima volta in una incisione di Alexandre Francini illustrante impianti riveduti a Fontainebleau e a Saint-Germain-en-Laye nel 1614.

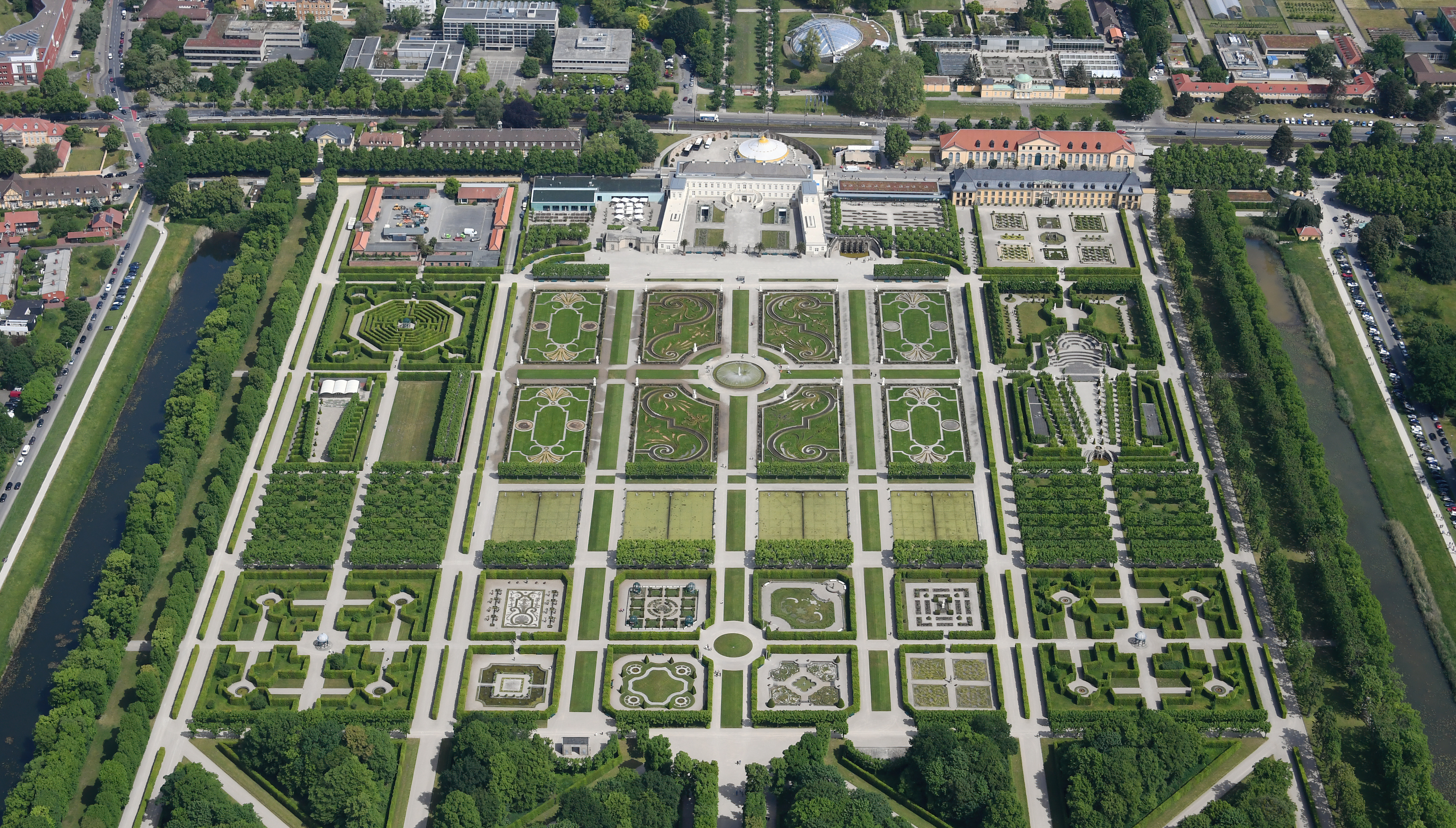
Parterre barocchi dei Giardini reali di Herrenhausen, a Hannover (Germania).

Le siepi di bosso incontrarono la resistenza dei proprietari dei giardini per il cattivo odore emanato dalla pianta a seguito della potatura secondo la descrizione del poeta e scrittore Gervase Markham. Dal 1638, Jacques Boyceau descrisse la tipologia di disegni di parterre che venivano realizzati.
Dagli anni 1630 apparvero elaborati parterre de broderie a Wilton House, talmente magnifici che vennero immortalati in incisioni che sono l'unica traccia della loro esistenza. I parterre de pelouse o parterre de gazon erano parterre intagliati di erbe a bassa crescita come camomilla o di erbe falciate. Un vicolo di compartimento era lo spazio che separava le piazzole di un parterre.
Il giardinaggio dei parterre cadde in disgrazia nel XVIII secolo e venne sostituito dal naturalistico giardino all'inglese, che emerse in Inghilterra nel 1720. Tuttavia ebbe una rinascita nel XIX secolo, coincidente con l'architettura neorinascimentale e la moda per il tappeto erboso, realizzato dall'impianto di piante annuali riproposte di nuovo ad ogni inizio di stagione e di cui i blocchi di colore costituivano il disegno. Erano richieste superfici piane e una terrazza rialzata da cui guardare il disegno; in questo modo il parterre rinacque in uno stile modificato.

## Esempi

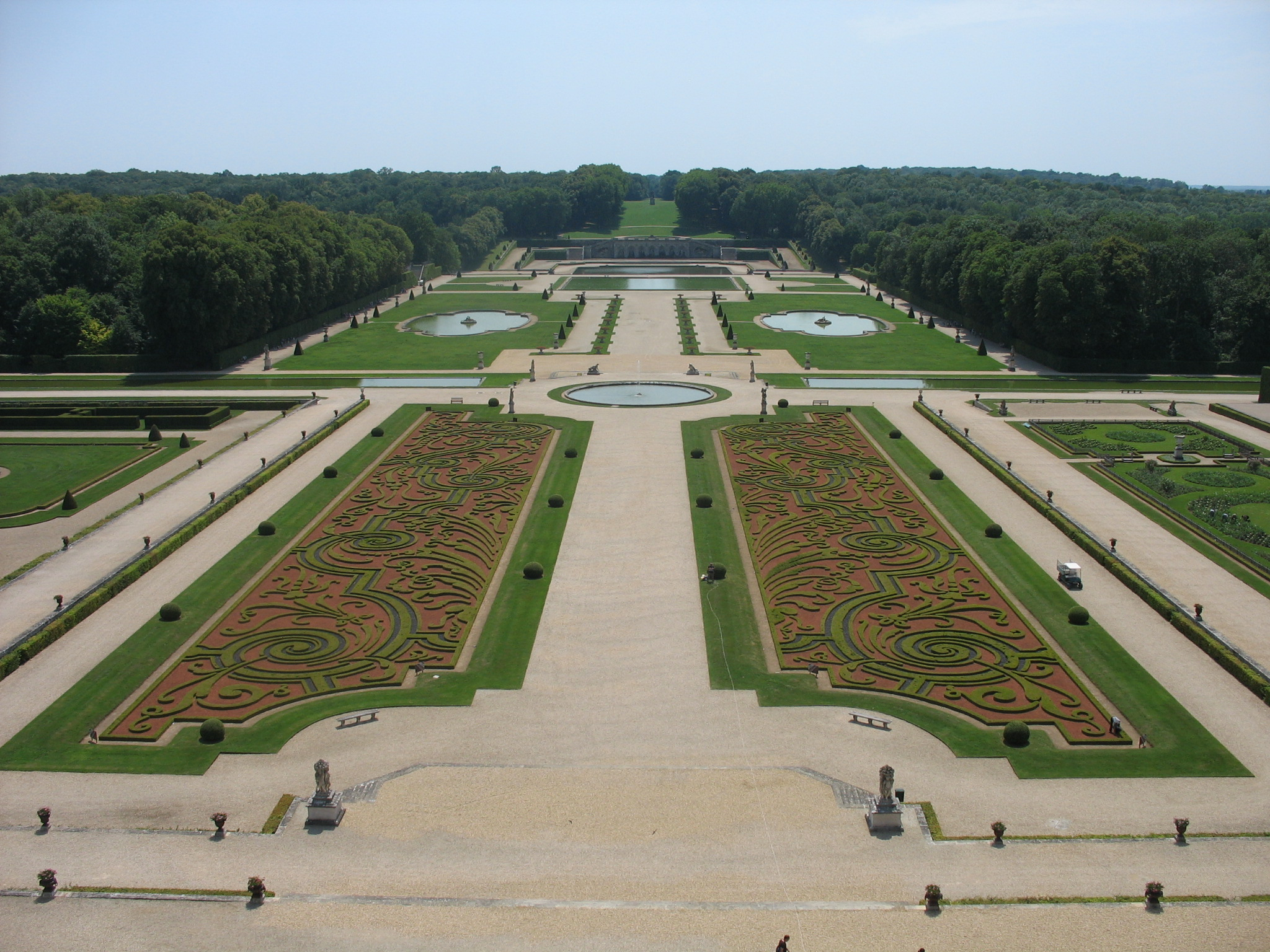
Il parterre del Castello di Vaux-le-Vicomte, dai complicati ricami vegetali e sabbia rossa.

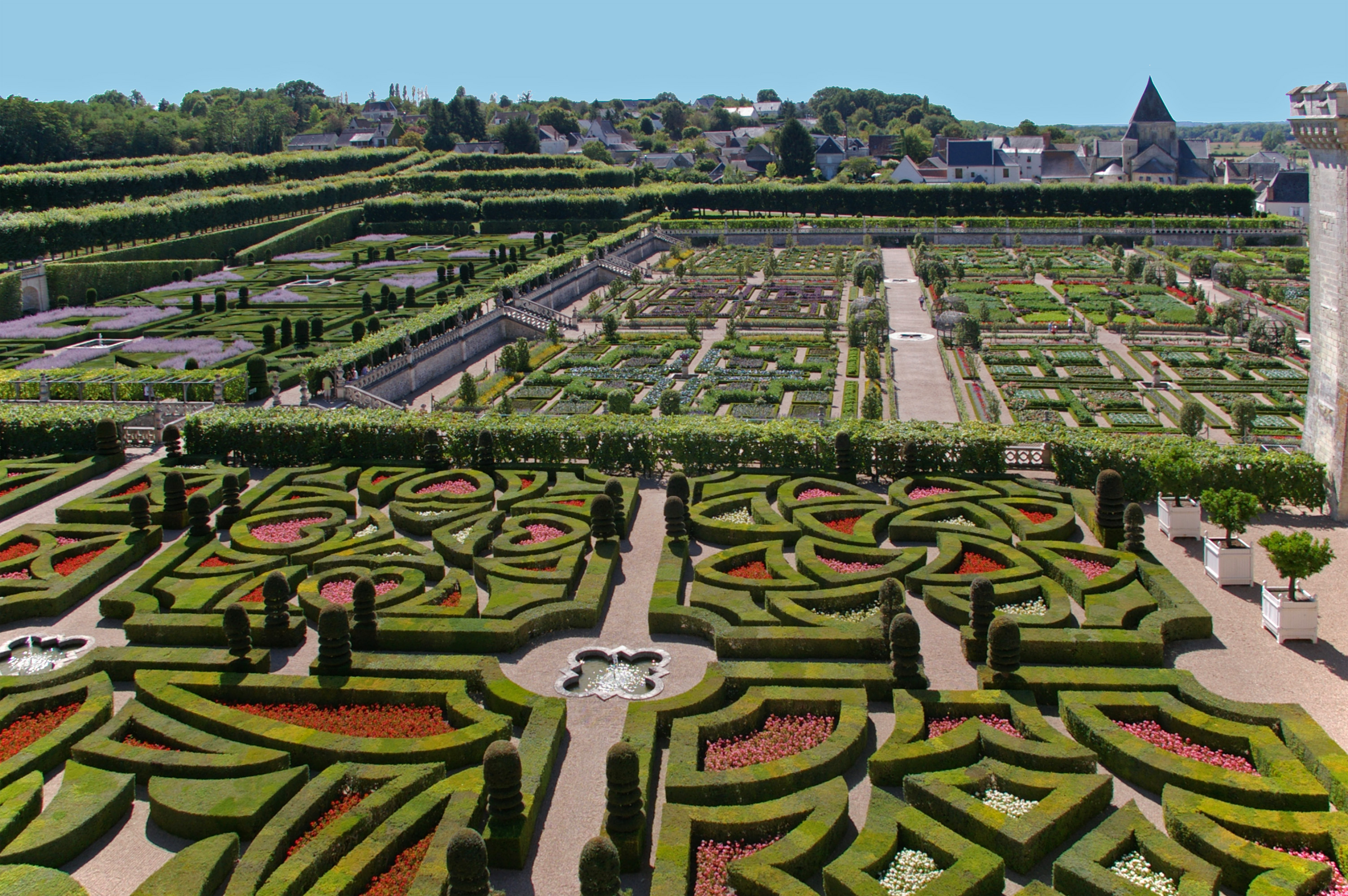
I parterre rinascimentali del Castello di Villandry, visto da posizione elevata.

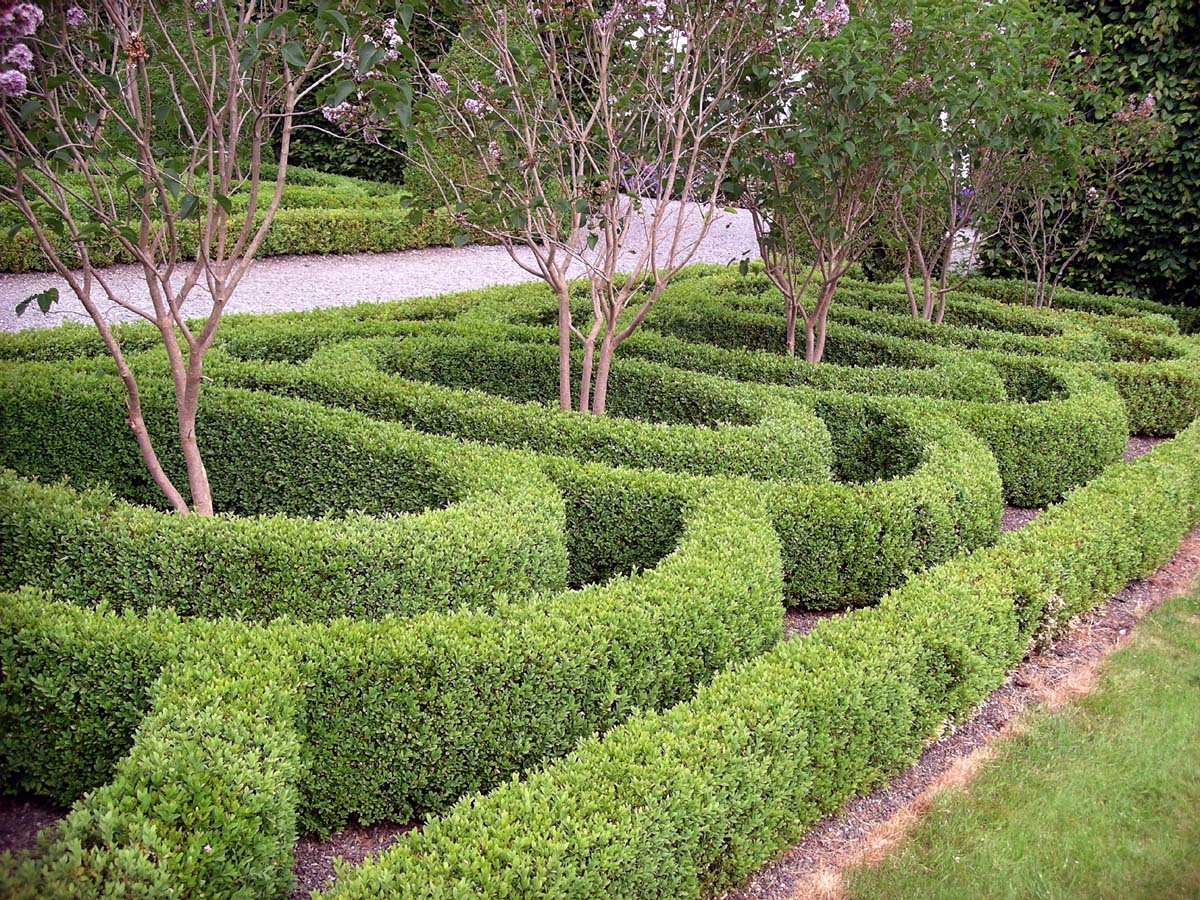
Moderno parterre al Castello di Birr in Irlanda.

I migliori esempi di parterre, si trovano in Francia e soprattutto nel Castello di Vaux-le-Vicomte, nella Reggia di Versailles, nel Castello di Sceaux, di Villandry, Chanonceau, ecc. Rappresentano vari tipi secondo il gusto dei giardini alla francese del XVI e XVII secolo. Quei giardini, creati per la maggior parte dal grande mastro-giardiniere André Le Nôtre che hanno influenzato l'arte dei giardini in tutta l'Europa dell'epoca.
I Giardini reali di Herrenhausen, a Hannover, nella Germania nord-occidentale, sono un complesso di quattro giardini alla francese.  Progettati a partire dal 1666 per volere della duchessa Sofia del Palatinato (1630-1714)., costituiscono uno dei primi giardini realizzati fuori dalla Francia dagli allievi di Le Nôtre.
Nel 1684 Claude Desgots, nipote e allievo di Le Nôtre, disegna e realizza il parco del Palazzo di Het Loo, nei Paesi Bassi.
Al Palazzo del Belvedere di Vienna, un parterre affondato davanti alla facciata che prospetta sulla città è stato affiancato, in modo tradizionale con passeggiate sopraelevate dalle apprezzare meglio i disegni. Su entrambi i lati, ermi su piedistalli schermati da giovani alberi. Modelli formali barocchi formali inseriti in modo simmetrico e abbinati liberamente ad arabeschi rococò contro il terreno in ghiaia. Al di là (in ombra nei pressi del primo piano) bacini accoppiati lanciano getti centrali di acqua.
Nel Regno Unito, gli impianti di parterre di Kensington Palace vennero realizzati da Henry Wise, i cui vivai erano a Brompton. In una incisione del 1707–1708, (illustrazione in alto), i parterre alla moda del Barocco con disegni diversi in ogni sezione, simmetrici attorno a un centro, punteggiati da alberi tagliati a forma di cono; tuttavia, la loro disposizione tradizionale del XVII secolo prevedeva un ampio viale centrale in ghiaia, che divideva il parterre in quattro settori, sembra sopravvissuta dalla precedente sistemazione del Palazzo di Nottingham House. Moderni parterre esistono a Trereife Park a Penzance in Cornovaglia, al Castello di Drumlanrig nel Dumfriesshire e a Bodysgallen Hall nelle vicinanze di Llandudno. Esempi si trovano anche in Irlanda, come al Castello di Birr. Ono dei più grandi parterre di Gran Bretagna si trova a Clivedennel Buckinghamshire e copre un'area di 1,6 ettari; è composto da letti simmetrici, a forma di cuneo, pieni di  Nepeta  ("nepitella"),  Santolina  e  Senecio , bordati con siepi di bosso.
Alcuni dei primi esemplari erano costituiti da prato o altro abbellimento, ma le tracce originali sono ancora visibili come ondulazioni nel paesaggio. Un esempio di questo fenomeno è il giardino del Castello di Muchalls in Scozia risalente al XVII secolo.
Al Charlecote Park del Warwickshire, il parterre originale del 1700 è stato ricreato nel terrazzamento prospiciente il fiume.

## Immagini storiche

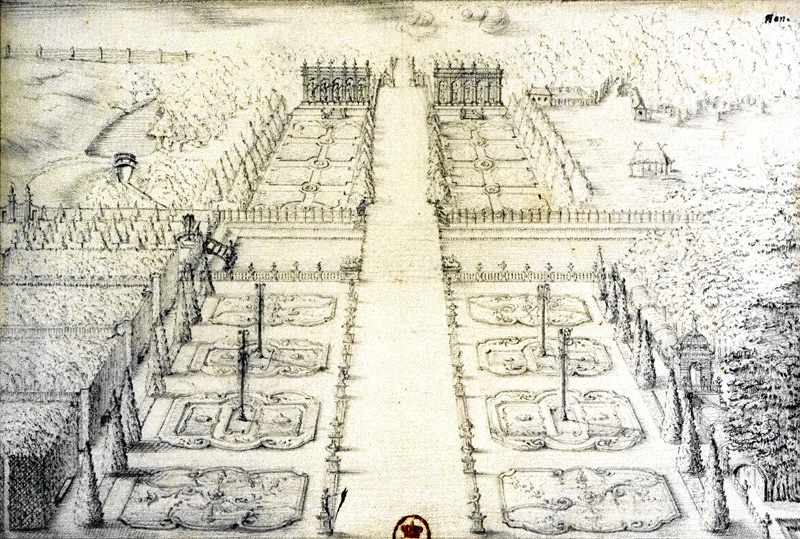
Parterre del Branicki Palace a Białystok, anni 1750
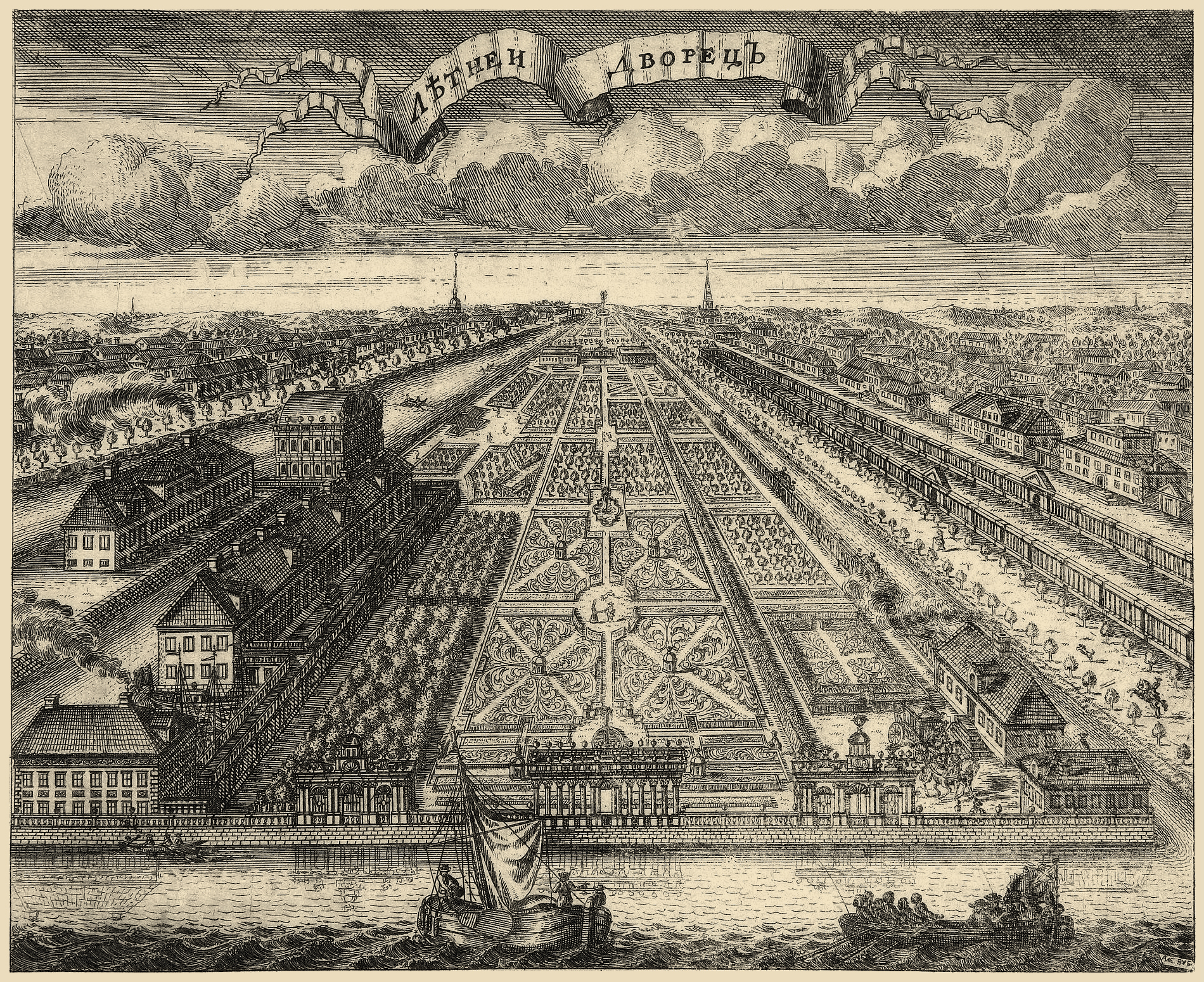
Giardino d'estate a San Pietroburgo, 1716
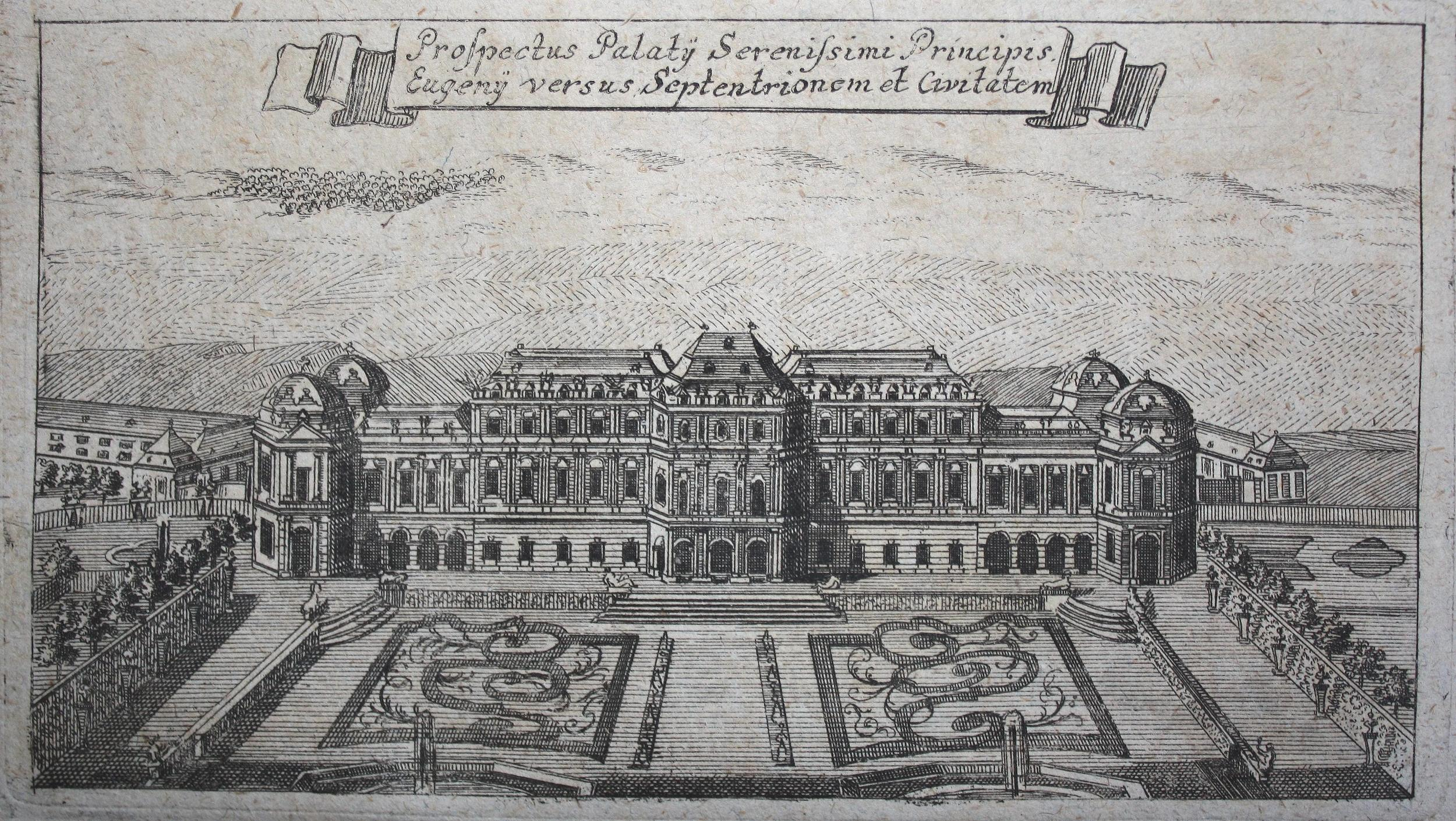
Belvedere di Vienna, incisione del 1753
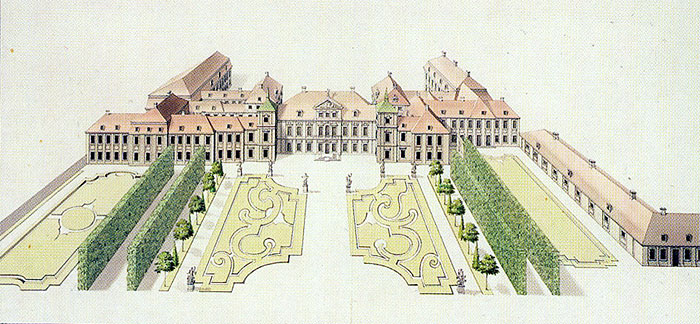
Parterre del Saxon Garden a Varsavia, 1765

### Galleria d'immagini

Realizzazione di un moderno parterre
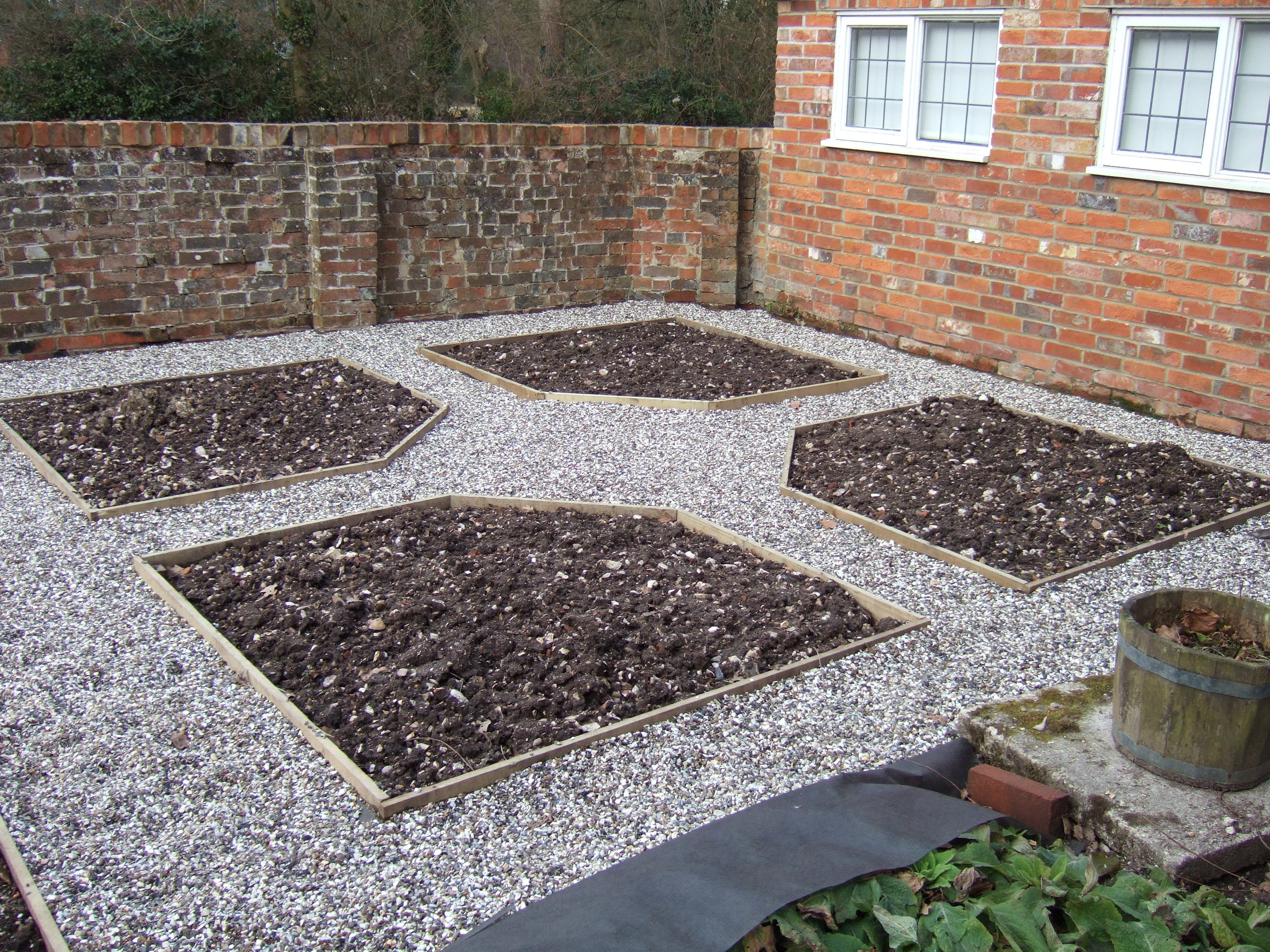
Parterre pronto per la semina, con percorsi di ghiaia. Una metà di un disegno simmetrico
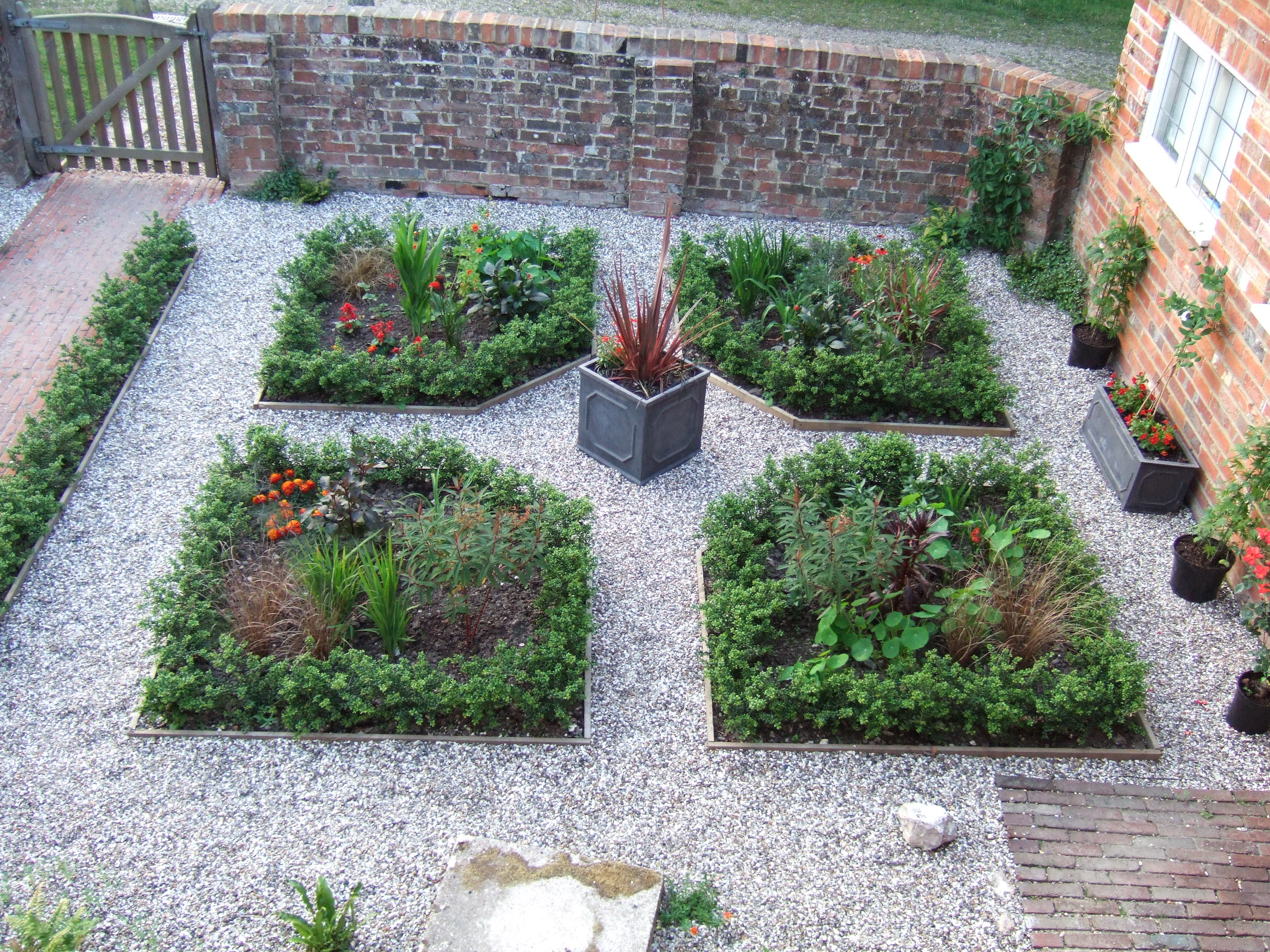
Altra visione tre mesi dopo la semina
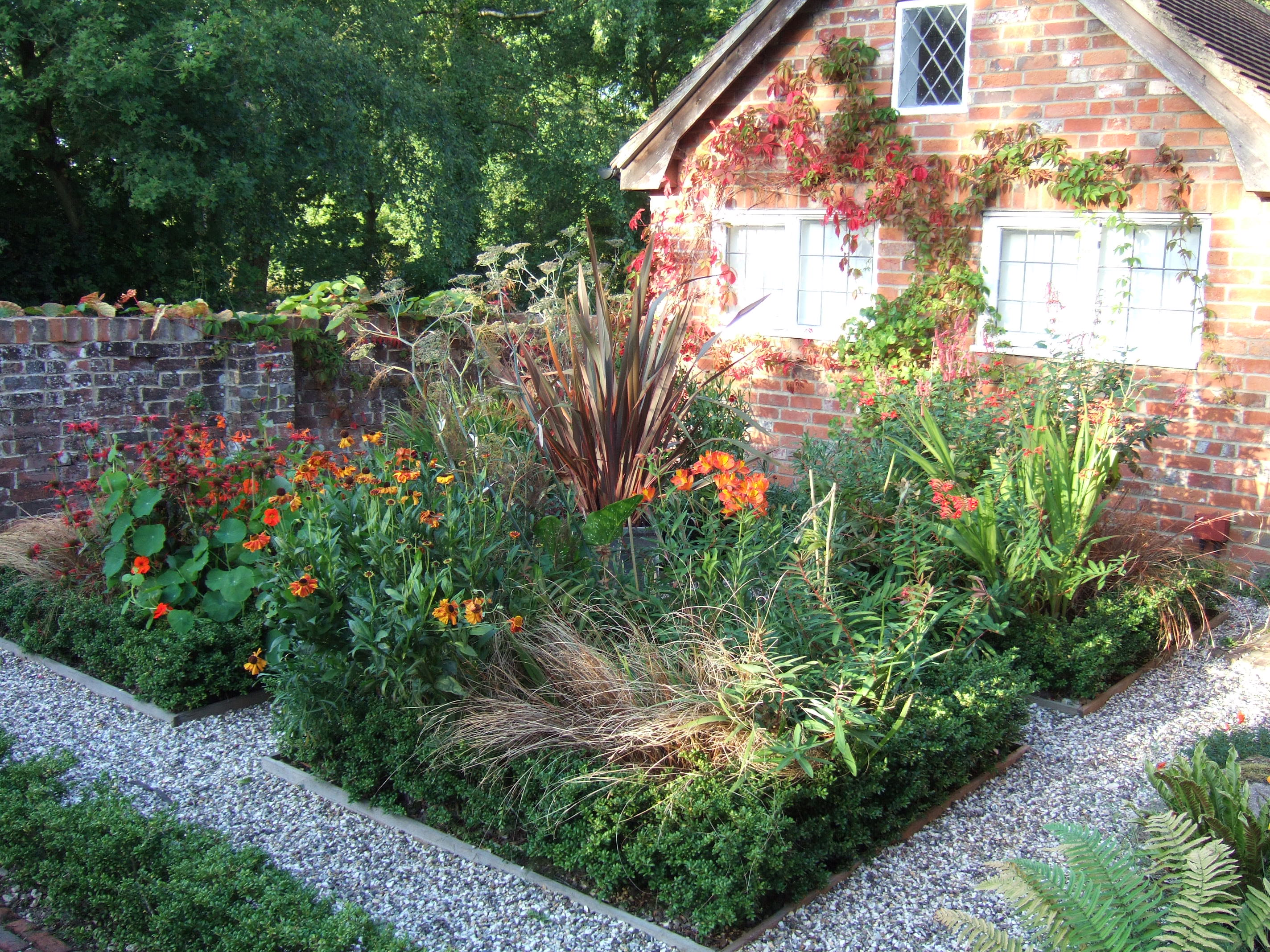
Stesso parterre 18 mesi dopo la semina